# Xã Hersey, Michigan
Xã Hersey (tiếng Anh: Hersey Township) là một xã thuộc quận Osceola, tiểu bang Michigan, Hoa Kỳ. Năm 2010, dân số của xã này là 1.950 người.